# Kurt Peterle
Kurt Peterle (* 14. August 1946; † 7. April 2025) war ein österreichischer Politiker (SPÖ) und Rudersportfunktionär. Er war von 1981 bis 1991 Vizebürgermeister der Landeshauptstadt Klagenfurt am Wörthersee.

## Biographie
Peterle bekleidete von 1981 bis 1991 das Amt des Vizebürgermeisters der Landeshauptstadt Klagenfurt am Wörthersee unter Leopold Guggenberger. Als Tiefbaureferent propagierte er seit Ende der 1980er Jahre die Aktion Klagenfurt Autofrei – die Klagenfurter Innenstadt (in welcher 1961 die erste Fußgängerzone Österreichs eingerichtet wurde) sollte durch weitere Reduktion des Autoverkehrs und Bereitstellung von Leihfahrrädern attraktiver gemacht werden. Die Überlegungen stießen auf heftige Gegenwehr seitens der Wirtschaftstreibenden und anderer Parteien, aber auch in seiner eigenen Partei verlor Peterle Rückhalt. Im Vorfeld der Bürgermeisterwahl des Jahres 1991 übergab er daher die Bürgermeisterkandidatur und Obmannschaft des Stadtparteiklubs an Michael Ausserwinkler.
Kurt Peterle blieb weiter gesellschaftspolitisch aktiv. Er engagierte sich lebenslang für den Rudersport, war Präsident des Kärntner Landesruderverbandes sowie des Klagenfurter Rudervereins Nautilus und organisierte von 1972 bis 2012 eine Internationale Ruderregatta am Wörthersee. Als Obmann des Verschönerungsvereins Klagenfurt engagierte er sich neben der Stadtbildpflege auch für eine (bislang nicht erfolgte) Wiedereinführung der 1963 aufgegebenen Straßenbahn Klagenfurt. 2001 wurde ihm die Goldene Medaille der Stadt Klagenfurt verliehen.